# Adelaide City FC
El Adelaide City es un equipo de fútbol de Australia que juega en la Super Liga del Sur de Australia, una de las Ligas Regionales del país.

## Historia
Fue fundado en el año 1946 en la ciudad de Adelaida por habitantes de origen italiano con el nombre Juventus, el cual usaron hasta 1966, llamándolo Adelaide Juventus y en 1977 al nombre que tienen actualmente. Formó parte de la Liga Nacional de Australia por 27 años de manera consecutiva, hasta que la abandonó en la temporada 2003/04 por razones financieras. Ha sido campeón de Liga en 3 ocasiones y 3 títulos de copa, la Liga del Sur la ha ganado 17 veces y 19 títulos de verano.
A nivel internacional ostenta un título en el Campeonato de Clubes de Oceanía, conseguido en el año 1987 tras vencer en la final al University-Mount Wellington de Nueva Zelanda.

## Palmarés

### Títulos nacionales (62)
- Liga Nacional de Australia (3): 1986, 1991-1992, 1993-1994
- Copa de Australia (3): 1979, 1989, 1991-1992
- Super Liga del Sur de Australia (17): 1953, 1954, 1956, 1957, 1958, 1959, 1963, 1964, 1967, 1970, 1972, 1974, 2005, 2006, 2007, 2008, 2010
- Copa Federación de Sur de Australia (15): 1953, 1955, 1957, 1958, 1959, 1963, 1965, 1969, 1970, 1971, 1972, 1973, 1976, 2006, 2007
- SA Premier League (4): 1946, 1949, 1987, 1999
- SA State League (1): 1978
- Copa de Verano del Sur de Australia (19): 1955, 1956, 1958, 1959, 1960, 1962 (SL), 1967, 1974, 1981, 1985, 1986, 1987, 1991, 1992 (marzo), 1992 (septiembre), 1994, 1995, 2006, 2010

### Títulos internacionales (1)
- Liga de Campeones de la OFC (1): 1987

## Futbolistas

### Jugadores destacados
| - John Aloisi - Bugsy Nyskohus - Dino Mennillo - Joe Mullen - Louis Brain - Angelo Costanzo - Travis Dodd - Craig Foster - Iain Fyfe - Milan Ivanović - Anthony LaPaglia - Frank Lister - Sergio Melta - David Mitchell - Lucas Pantelis - David Terminello - Alex Tobin - Carl Veart - Aurelio Vidmar - Andrew Marveggio | - Tony Vidmar - Robert Zabica - Kostas Salapasidis - Agenor Muniz (1980) - Neil Banfield (1981–83) - Les Carter (1983–84) - Justin Fashanu - Dixie Deans (1977–78) - Derek Ferguson (1999-00) - Claudio Pelosi - Diego Pellegrini - Shane Smeltz |